# Bhangtar
Bhangtar är en ort i Bhutan.   Den ligger i distriktet Samdrup Jongkhar, i den sydöstra delen av landet. Bhangtar ligger 303 meter över havet och antalet invånare är 656.
Omgivningarna runt Bhangtar är en mosaik av jordbruksmark och naturlig växtlighet.